# کوستل پانتیلیمون
کوستل فانه پانتیلیمون (رومانیایی: Costel Fane Pantilimon؛ زادهٔ ۱ فوریهٔ ۱۹۸۷) بازیکن فوتبال اهل رومانی است است.
از باشگاه‌هایی که در آن بازی کرده‌است می‌توان به پلی تکنیکا تیمیشوآرا، منچستر سیتی، ساندرلند، واتفورد، دپورتیوو لاکرونیا و ناتینگهام فارست اشاره کرد.
او همچنین تا کنون ۲۷ بازی ملی برای تیم ملی فوتبال رومانی انجام داده‌است.
وی با ۲٫۰۳ متر، بلندقدترین بازیکن لالیگا در فصل ۱۸–۲۰۱۷ شناخته شد.